# Wiktoria Johansson

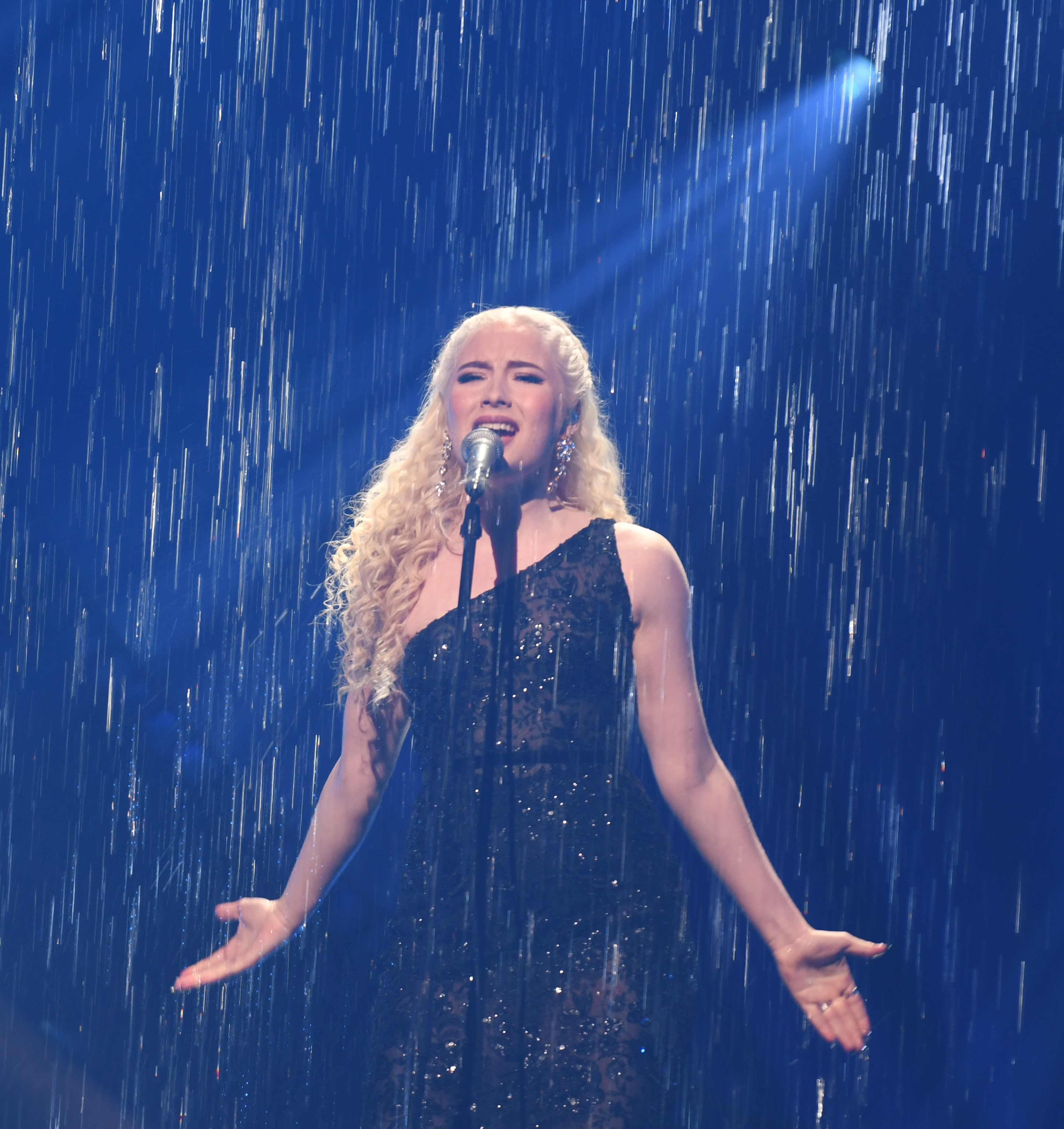
Wiktoria podczas Melodifestivalen 2019

Wiktoria Vendela Johansson (ur. 8 listopada 1996 w Borås), znana jako Wiktoria  – szwedzka piosenkarka i autorka tekstów. Trzykrotna uczestniczka Melodifestivalen.

## Wczesne lata
Johansson urodziła się 8 listopada 1996 roku w Brämhult, na przedmieściach Borås. Jest absolwentką liceum muzycznego w Göteborgu. Od najmłodszych lat śpiewa i gra na pianinie. Jako dziecko wygrała wiele konkursów muzycznych.

## Kariera muzyczna
W 2011 roku wzięła udział w Lilla Melodifestivalen i zajęła czwarte miejsce z własnym utworem „Jag behöver dig”.
30 listopada 2015 Johansson została ogłoszona jednym z 28 uczestników Melodifestivalen 2016 z piosenką „Save Me”. Wystąpiła w drugim półfinale, który odbył się 13 lutego 2016 i zakwalifikowała się bezpośrednio do finału. W finale Johansson zajęła czwarte miejsce w klasyfikacji generalnej. Wiktoria jest również głosem Vaiany w szwedzkim dubbingu filmu Vaiana: Skarb oceanu z 2016 roku. Wzięła udział w Melodifestivalen 2017 z piosenką „As I Lay Me Down”, po raz kolejny awansując bezpośrednio do finału, gdzie zajęła szóste miejsce w klasyfikacji generalnej. Singel odniósł wielki sukces na szwedzkim rynku muzycznym, gdzie na listach przebojów był wyżej nawet od zwycięskiej piosenki Robina Bengtssona. Podawała szwedzkie głosy podczas finału Konkursu Piosenki Eurowizji 2017, a latem odbyła trasę koncertową z Diggiloo Tour. Wystąpiła ponownie w Melodifestivalen 2019 z piosenką „Not with Me”, kwalifikując się bezpośrednio do finału po raz trzeci, gdzie zajęła szóste miejsce.

## Dyskografia
| Tytuł                                           | Rok  | Najwyższe miejsce na liście |
| Tytuł                                           | Rok  | SWE                         |
| ----------------------------------------------- | ---- | --------------------------- |
| "Jag behöver dig"                               | 2011 | —                           |
| "Save Me"                                       | 2016 | 3                           |
| "Yesterday R.I.P."                              | 2016 | —                           |
| "Unthink You"                                   | 2016 | —                           |
| "As I Lay Me Down"                              | 2017 | 2                           |
| "I Won't Stand in Your Way"                     | 2017 | —                           |
| "Not Just for Xmas"                             | 2017 | —                           |
| "Perfect Memory"                                | 2018 | —                           |
| "I Told Santa"                                  | 2018 | 94                          |
| "Not With Me"                                   | 2019 | 5                           |
| "OMG"                                           | 2019 | —                           |
| "We Don't Talk"                                 | 2020 | —                           |
| "Fuck This Place Up"(& Hayes, feat. Famous Dex) | 2020 | —                           |
| "Come to Me (64567)"                            | 2020 | —                           |
| "Me"                                            | 2020 | —                           |
| "H2BU (Hard to Be You)"                         | 2020 | —                           |
| "One Wish for Christmas"                        | 2020 | 76                          |
| "Need You to Know"                              | 2021 | —                           |